# Metallura williami
Metallura williami là một loài chim trong họ Trochilidae.